# Épinay-sur-Seine

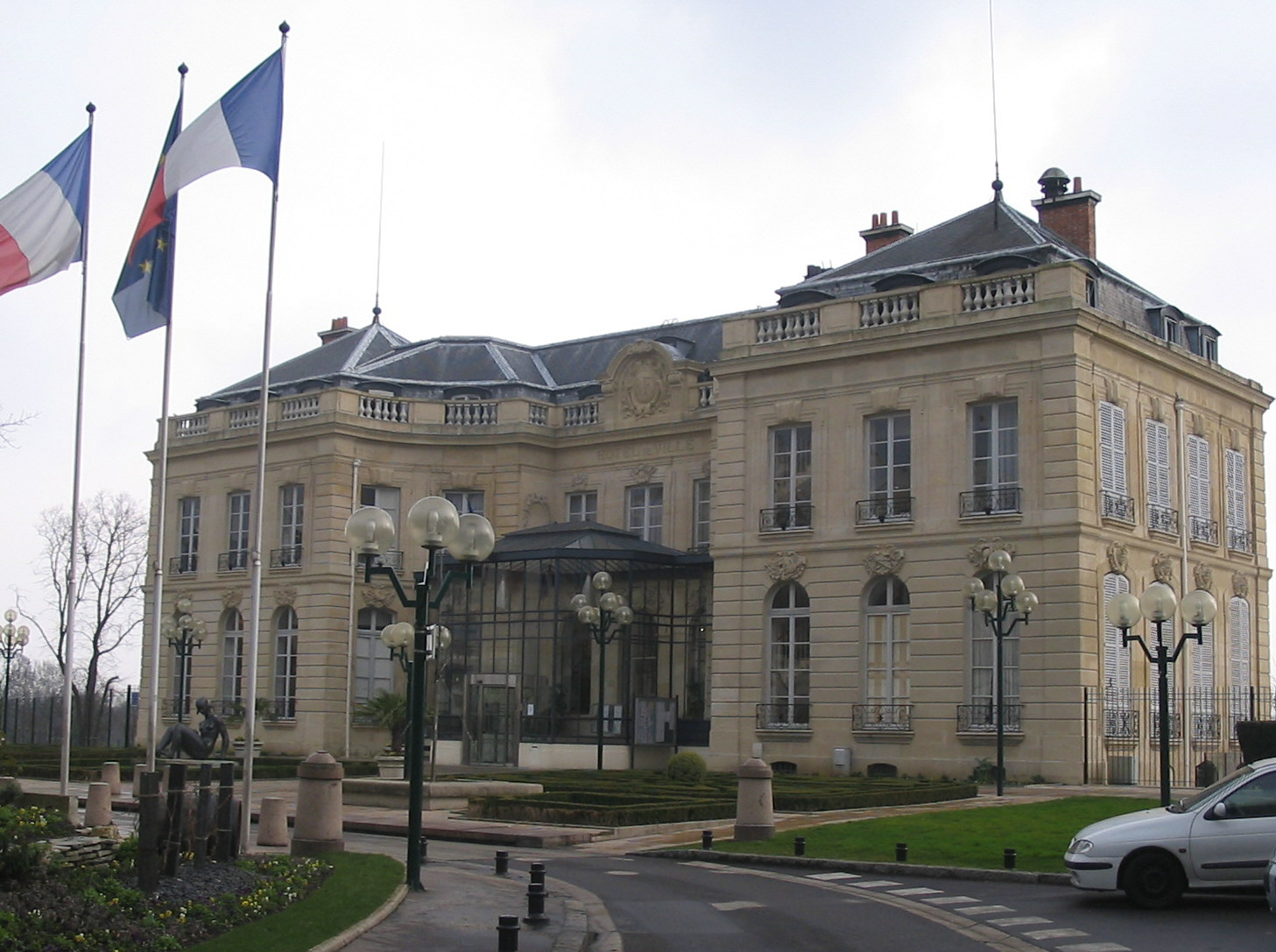
Primăria

Épinay-sur-Seine este un oraș în Franța, în departamentul Seine-Saint-Denis, în regiunea Île-de-France, la nord-est de Paris. 
1. ↑  répertoire géographique des communes, accesat în 26 octombrie 2015
2. ↑  dataset of postal codes in France, 1 octombrie 2018